# 이로고노미
이로고노미(일본어: いろごのみ 色好)란 일본인의 심리적 특징을 나타내는 개념의 하나이다. 근대의 민속학 국문학자인 오리구치 시노부에 의하여 주창되어 그의 사상체계의 중요한 핵심을 차지하는 개념이 되었다. 이로고노미란 한자의 의미대로의 단순한 호색과 달리, 여러명의 뛰어난 여성을 부인으로 삼을 수 있는 남성의 능력 및 매력 그리고 그와 관계된 풍류,풍치등을 가리키는 말로써, 스키, 미야비, 야마토 고코로등의 심적 개념어와 동의로 파악하기도 한다. 오리구치에 따르면, 이러한 사상의 근저에는 뛰어난 여성을 얻는 일이 일본의 신토에서 여성이 무녀로서 갖는 영력을 획득하는 일을 의미하며, 남성이 그러한 여성의 영적 능력을 이용하여 정치적 지배권을 획득하게 되는 고대신앙의 잔재라고 한다.